# Toxische Männlichkeit

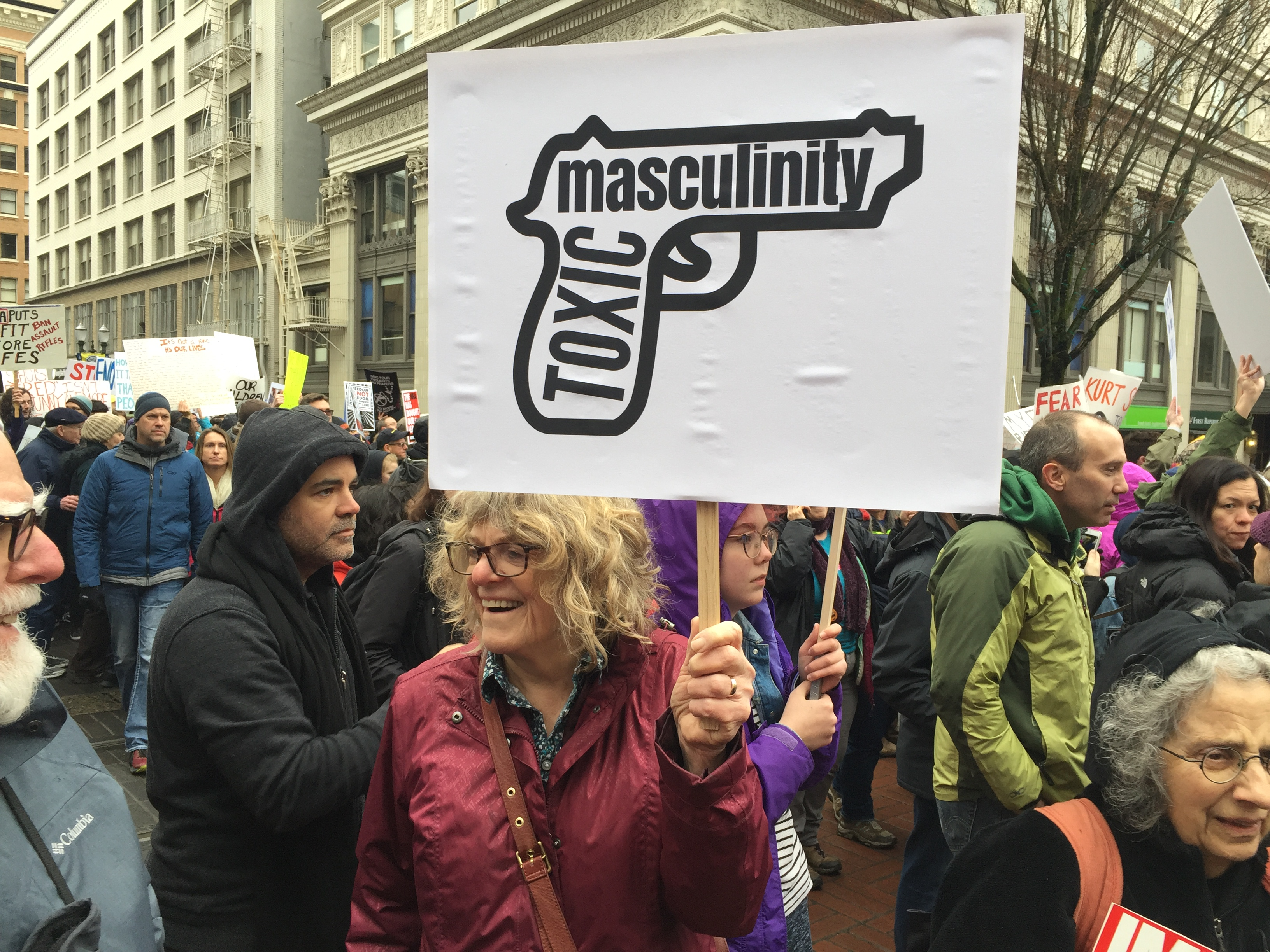
Slogan „toxic masculinity“ auf einer Demonstration in Portland, Oregon (2018)

Toxische Männlichkeit (auch „giftige Männlichkeit“, englisch toxic masculinity) ist ein männliches Rollenbild, „das Aggressivität zur Präsentation der eigenen Männlichkeit nahelegt und eine Unterordnung von Frauen befürwortet“. Es zeichnet sich durch destruktive, von Dominanz geprägte Verhaltensmuster und gewaltlegitimierende Männlichkeitsnormen aus. Als „toxisch“ gilt dieses Rollenbild, weil es sowohl fremd- als auch selbstgefährdend ist. Der Begriff stammt aus dem aktivistisch feministischen Kontext, wurde in der mythopoetischen Männerbewegung der 1980er und 1990er Jahre geprägt und anfangs überwiegend für Männer am Rand der Gesellschaft (etwa in Gefängnissen) gebraucht. Generell werden Gewalt, Dominanz, Aggressivität, Misogynie und Homophobie mit dem Begriff assoziiert. Als wesentlich für die Ausbildung dieser Einstellungen und Verhaltensweisen wurde von den Mythopoeten eine fehlende oder gestörte Vater-Sohn-Beziehung angesehen. Von dort fand die Bezeichnung ihren Weg in die politische und akademische Literatur, wurde im wissenschaftlichen Kontext allerdings nicht so breit rezipiert, dass sie als Fachterminus gelten kann. So ist die Begriffsverwendung umstritten. Kritisiert wird, dass oftmals eine klare Definition oder der Bezug zu anderen theoretischen Konzepten über Männlichkeit fehle. In der (post)feministischen Literatur wird toxische Männlichkeit auch als Erklärung für die Wiederkehr rechtsgerichteter maskulinistischer Politik herangezogen.

## Begriffsgeschichte
Neben der akademischen Verortung in der Soziologie, Psychologie und Geschlechterforschung lässt sich die Idee toxischer Maskulinität vor allem auf die Anschauungen der mythopoetischen Männerbewegung der 1980er- und 1990er-Jahre zurückführen. Zu dieser Zeit wendeten sich Männer gegen die traditionellen Männlichkeitskonzepte der Nachkriegszeit; durch Selbsthilfe wollten sie ihre wahre Männlichkeit von jener „giftigen“ Männlichkeit trennen, die die Gesellschaft ihnen aufgezwungen hatte. Toxische Maskulinität steht hierbei für die Gender-Norm, die Männer zwingt, ihre Gefühle zu unterdrücken und sich dominant bis aggressiv zu geben. Die Ursache für toxische Männlichkeit wurde innerhalb der mythopoetischen Männerbewegung häufig bei Frauen gesucht, die ihren Kindern keine Vorstellung „richtiger“ Männlichkeit vermitteln könnten. Statt toxischer Männlichkeit sollten Männer, so die mythopoetische Männerbewegung, eine „echte, tiefe“ Männlichkeit entdecken. In den 1990er- und 2000er-Jahren fand der Begriff „toxische Männlichkeit“ weitere Verbreitung, wurde aber hauptsächlich auf marginalisierte Männer angewendet. Der Begriff wurde in den 2010er-Jahren verstärkt im feministischen Diskurs aufgegriffen und fand beispielsweise in Debatten über die Trump-Präsidentschaft und #MeToo Verwendung.

## Zugeschriebene Eigenschaften und Folgen
Der Begriff „toxische Maskulinität“ verweist auf gesellschaftlich etablierte Beurteilungsmuster, die vermeintlich „wahre Männlichkeit“ ausdrücken. Zu diesem (als toxisch verstandenen) Bild von Maskulinität zählt u. a.:
- Männer dürfen keine Schwäche zeigen, sondern müssen hart sein.
- Gefühle sollten weitestgehend versteckt oder unterdrückt werden, es sei denn, es handelt sich um Wut oder Aggression. Konflikte werden durch Gewalt gelöst.
- Ein wahrer Mann artikuliert seine Ängste und Sorgen nicht, sondern behält sie für sich.
- Männer sind nicht überfordert oder hilflos; sie packen Probleme an und bewältigen sie, ohne andere um Hilfe bitten zu müssen.
- Verhaltensformen, die als verweichlicht oder weibisch gelten (Weinen, Schüchternheit, Angst, liebevolle oder zärtliche Gesten etc.), gehören sich nicht für einen richtigen Mann.
- Männer sind im Umgang mit anderen grundsätzlich auf Wettbewerb und Dominanz ausgerichtet, nicht auf Kooperation.
- Ein echter Mann will immer Sex und ist auch immer dazu bereit.
- Männer und Frauen sind grundsätzlich nicht in der Lage, einander zu verstehen oder miteinander befreundet zu sein.
- Männer, deren Körper nicht dem maskulinen Idealbild entsprechen (breitschultrig, muskulös, hochgewachsen, schmerzresistent), werden nicht ernst genommen oder verlacht.[5][6][7][8][9]

Männlichkeit müsse hierbei laut Frederik Müller vom Missy Magazine immer wieder unter Beweis gestellt werden, zum Beispiel durch Mutproben, Trinkspiele, physisches Kräftemessen oder Erniedrigungsrituale anderen gegenüber.
Diese Verhaltensformen der toxischen Maskulinität werden gesellschaftlich eingefordert und forciert; darunter fällt das Belächeln, Auslachen, Kleinreden, Verurteilen, Verletzen, Bloßstellen, Beleidigen, Beschimpfen und Diskriminieren von Männern, die nicht der Idee des wahren Mann-Seins entsprechen. Eines der zentralen Anliegen der Geschlechterforschung, die sich mit toxischer Maskulinität beschäftigt, ist es daher aufzuzeigen, dass auch Männer unter den Machtstrukturen des Patriarchats, d. h. den so propagierten Männlichkeitsbildern und Rollenklischees, leiden können.
Zu den möglichen Folgen toxischer Maskulinität gehören ein risikoreicheres und gewaltbereiteres Verhalten, aber auch Einsamkeit und soziale Isolation, Depressionen und eine höhere Suizidrate, vor allem, da Betroffene sich aufgrund des vermeintlichen Stigmas nicht in Therapie begeben. Vermutet wird auch ein tendenziell höheres Risiko zu Arbeitssucht (bis zum Burn-out), Alkoholabhängigkeit und Drogenmissbrauch.

## Erklärungsmodelle
Jack Urwin richtet sich gegen Erklärungsansätze, die männliches Verhalten als naturgegeben darstellen, und betont stattdessen die Rolle der Sozialisation:

„Im Englischen gibt es den Begriff ‚toxic masculinity‘, also einer Form von Männlichkeit, die auf Dominanz und Gewalt basiert und Gefühle nicht zulässt. Es ist ein Problem, wenn Jungs und Männern immer wieder erzählt wird, dass ein ‚richtiger Kerl‘ nicht weine, eine ausschweifende und geradezu animalische Sexualität habe und alles, was sich ihm in den Weg stellt, eigenhändig beiseiteräumen müsse - ein Problem für Frauen und Männer. Es ist diese Form von Männlichkeit, die wir thematisieren müssen. Dass sie weitverbreitet ist, heißt nicht, dass sie in der ‚Natur‘ von irgendwem liegt.“

Auch der Autor JJ Bola sieht in Schulen eine „Kultur der toxischen Männlichkeit“, in der männliche Aggression, gespielt oder echt, eine wichtige soziale Funktion zur Aufrechterhaltung von Freundschaften und zum Herstellen einer sozialen Hierarchie darstelle. Auch von den Medien werde toxische Männlichkeit normalisiert.
Die der toxischen Männlichkeit zugeschriebenen Eigenschaften werden darüber hinaus mit neoliberalen Vorstellungen von Konkurrenz und Wettbewerb in Verbindung gebracht. Der Neoliberalismus entwickelte sich seit den 1970ern – u. a. mit Hilfe libertärer, von Milliardären wie Charles Koch finanzierter Denkfabriken – zum vorherrschenden ökonomischen Paradigma und beinhaltete eine Politik der Stärkung unternehmerischer Macht und ein Zurückdrängen sozialer Sicherungen und Gewerkschaften, während gleichzeitig kulturell eine Vorstellung von Individualisierung und Selbstunternehmertum vermittelt wurde, in der jeder für seinen Erfolg selbst verantwortlich sei. Die diesem zugrunde liegenden Denkmuster sieht Andrew Manno mit dem Bild traditioneller und „toxischer“ Elemente von Männlichkeit verknüpft. Beide Entwicklungen – Neoliberalismus und toxische Männlichkeit – würden sich gegenseitig begünstigen und aufrechterhalten. Er prägte hierfür den Ausdruck Poker Mindset – eine auf Unabhängigkeit, Härte, Wettbewerb und Aggression basierende Denkweise.

## Mediale und kommerzielle Verarbeitungen
Eine Reihe an Mediendarstellungen setzt sich mit dem Konzept toxischer Maskulinität auseinander.
Victoria Collins und Dawn Rothe beschreiben, wie als Folge der Vereinnahmung von als progressiv geltenden Themen durch große Unternehmen (vgl. woke capitalism) die Auseinandersetzung mit toxischer Männlichkeit in kommerziellen Werbekampagnen aufgegriffen wird. Als Beispiel nennen sie eine Werbekampagne von Gillette aus dem Jahre 2019, die die für toxische Männlichkeit als typisch empfundenen Eigenschaften hervorgehoben hatte. Diese werden gemacht, um Kunden mit einer Anti-Establishment-Haltung anzusprechen und ihnen das Gefühl zu geben, durch den Kauf des Produktes Widerstand auszuüben. Am Ende geht es den Unternehmen dabei aber vorrangig um ihren Profit.

## Kritik und Kontroversen
Der Begriff der „toxic masculinity“ ist seit seiner Prägung auf Kritik gestoßen und wird kontrovers diskutiert.
Sprachlich legt das durchaus polemische Attribut toxic den irreführenden Kurzschluss nahe, dass Maskulinität bzw. männliches Verhalten per se als giftig zu verstehen sei (The idea that all men are inherently bad for being men), was der Unschärfe der Formulierung geschuldet ist und einen umfassenden Diskurs darum angestoßen hat, welche männlichen Verhaltensweisen gesellschaftlich toleriert bzw. unterbunden werden sollten und wem die Verfügungsgewalt über derartige Bestimmungen zustehe. Dem Begriff wird außerdem Misstrauen entgegengebracht, weil er als Modewort ausgehöhlt scheint und in der Hashtag-Kultur des 21. Jahrhunderts auf schlagwortartig verdichtete Thesen mit Anschuldigungscharakter verdichtet worden ist (z. B. #MasculinitySoFragile, #FailingMasculinity). Einigen feministischen Kritikern geht der Begriff nicht weit genug, da er impliziere, dass Männlichkeit „entgiftet“ werden könne, Männlichkeit aber als solche problematisch sei. Auch die Verwendung der Gift-Metapher wird wegen ihrer historischen Vorbelastung durch den Nationalsozialismus kritisiert.
Die Psychologen Martin Seager und John A. Barry bemängeln, dass es abseits anekdotischer Erzählungen für das Konzept der „toxischen Männlichkeit“ keine Belege gebe und kritisieren den diskriminierenden Charakter der Zuschreibung „toxic“. Der weitläufige Gebrauch dieser Zuschreibung, die mit dem männlichen Geschlecht in Verbindung steht, sei ein Zeichen von fehlender Empathie gegenüber Männern. Ferner kritisieren Seager und Barry, dass es sich bei dieser Bezeichnung um ein kognitiv verzerrendes und negativ konnotiertes Label handele, zu dessen Konsequenzen unter anderem sich selbsterfüllenden Prophezeiungen (vgl. Etikettierungsansatz) gehören würden.
Die Medizinhistorikerin Ali Haggett hält die Beschreibung von Gewalt und sexuellem Fehlverhalten als toxische Männlichkeit für mitverantwortlich dafür, dass die psychische Gesundheit speziell von Männern kaum untersucht werde. Schädliche Verhaltensweisen würden der toxischen Männlichkeit zugeschrieben anstatt die sozialen und emotionalen Gründe für dieses Verhalten zu untersuchen; Männern werde weniger Empathie entgegengebracht. In dem Klima, das von der #MeToo-Bewegung erzeugt worden sei und das die Auffassung festige, Frauen seien überall in Gefahr, sei es unwahrscheinlich, dass sich daran etwas ändert.
Andrea Waling kritisiert, dass das Konzept der toxischen Männlichkeit im Gegensatz zur „gesunden Männlichkeit“ aus einem Missverständnis von Raewyn Connells Arbeit von 1987 über hegemoniale Männlichkeit entstanden sei. Für Waling ist der Begriff toxische Männlichkeit aus feministischer Sicht problematisch, weil er Männer als Opfer einer unvermeidlichen Pathologie darstelle. Es sei ein essentialistischer Ansatz, der soziale und materielle Einflüsse und die persönliche Verantwortung der Männer ignoriere. Des Weiteren kritisiert Waling, dass toxische Männlichkeit bestimmte traditionell männliche Eigenschaften ablehne, die in manchen Situationen angemessen seien. Carol Harrington warnte davor, dass das Konzept im feministischen Kontext dazu führen könnte, strukturelle Probleme zu depolitisieren und einzig auf individuelles Fehlverhalten von Männern zu reduzieren.
Der Kriminologe Michael Salter kritisiert, dass das Konzept der toxischen Männlichkeit die vielfältigen Ursachen für das Fehlverhalten von Männern verschleiere und es stattdessen einzig auf angeblich „krankhafte“ Anteile von Männlichkeit und kulturell bedingte Geschlechterkonstrukte reduziere. Dies würde zu teilweise unzureichenden und nicht spezifisch an die Gegebenheiten angepassten Gegenmaßnahmen führen. Die Ursachen für männliches Fehlverhalten seien nicht überall dieselben und es müssten auch materielle Einflüsse mit einbezogen werden. Das Argument liberaler Feministen über toxische Männlichkeit habe es beispielsweise der Alkoholindustrie erlaubt, durch den Fokus auf Männlichkeit den Zusammenhang zwischen Alkoholkonsum und häuslicher Gewalt zu verschleiern.
Der Musikwissenschaftler Sam de Boise sieht andererseits auch einen Backlash gegen den Begriff, der ihn als Beweis für eine Abwertung von Männlichkeit und Männern versteht und eine „existenzielle Gefahr“ für Männer behauptet. Antifeministische Kritiker würden toxische Männlichkeit und ein historisch unveränderliches Bild von Mannsein vermischen. Der Begriff beziehe sich aber auf Männlichkeit, bestimmte Verhaltensweisen und Geschlechterkonstrukte, die auch dekonstruiert werden könnten, und nicht generell auf Männer. 2019 sah Maya Salam von der Zeitung The New York Times den Begriff toxische Männlichkeit, der einst in den „Klassenzimmern der Frauenforschung“ zirkuliert habe, nun überall präsent. Ihrer Ansicht zufolge meint der Begriff nicht, dass alle Männer inhärent toxisch seien, sondern die stereotypen, repressiven Vorstellungen der männlichen Geschlechterrolle in einer Gesellschaft, die limitieren, welche Art von Emotionen und Verhaltensweisen Jungen und Männer an den Tag legen dürfen (und welche nicht).

## Beispiel
Ein prominentes Beispiel ist Terry Crews, der sich im Zuge der #MeToo-Bewegung am 10. Oktober 2017 auf Twitter (heute X) öffentlich dazu bekannte, im Februar 2016 auf einer Party von einem Hollywood-Produzenten sexuell belästigt worden zu sein, der ihm in den Schritt griff. Crews erstattete jedoch zunächst keine Anzeige und machte den Fall auch nicht publik, weil er Konsequenzen, gerade als „schwarzer“ Mann im Showbusiness, befürchtete. Nach seinem öffentlichen Bekenntnis im Jahr 2017 wurde Crews von verschiedenen anderen männlichen Prominenten (darunter 50 Cent, Tariq Nasheed, Russell Simmons und D. L. Hughley) auf Social-Media-Plattformen lächerlich gemacht, wieso so ein starker Mann wie er sich nicht selbst hätte verteidigen können. In seinem Statement, das Crews vor dem Senate Judiciary Committee gab, sagte er hierzu:

“When my assault happened, quite honestly, I probably would have been laughed out of the police station. […] This is how toxic masculinity permeates culture. As I told my story, I was told over and over that this was not abuse. That this was just a joke. That this was just horseplay.”

„Als mein Missbrauch passierte, ganz ehrlich, man hätte mich wahrscheinlich auf der Polizeistation ausgelacht. […] So durchzieht toxische Männlichkeit unsere Kultur. Als ich meine Geschichte erzählte, wurde mir immer und immer wieder gesagt: Das war kein Missbrauch. Das war nur ein Witz. Das war doch nur Herumgeblödel.“